# 조천리 금대
조천리 금대는 제주특별자치도 제주시 조천읍 조천리 2867-2에 있는 비석이다. 2015년 2월 11일 제주특별자치도의 향토유산 제17호로 지정되었다.

## 지정 사유
비문의 내용이 제주유림의 정체성을 드러내고 있을 뿐 아니라 제주유림의 사상적 구심점 역할을 했던 김시우를 기리기 위한 비이므로 역사적 가치가 크다.